# Watch Dogs 2
Watch Dogs 2 (gestileerd als WATCH_DOGS 2) is een computerspel, ontwikkeld door Ubisoft Montreal. Het spel werd op 15 november 2016 uitgegeven door Ubisoft voor de PlayStation 4, Xbox One en Microsoft Windows.

## Gameplay
Watch Dogs 2 speelt zich af in de stad San Francisco, waar de speler de rol aanneemt van hacker Marcus Holloway. Hij werkt samen met de hackergroep DedSec, om het stadswijde besturingssysteem ctOS 2.0 te ondermijnen, nadat hij door het systeem onterecht van een delict is veroordeeld. Dit besturingssysteem heeft onder andere de controle over de stedelijke surveillancesystemen, infrastructuur en persoonlijke gegevens van burgers. Door deze systemen te hacken krijgt de speler toegang tot bijvoorbeeld bewakingscameras, verkeerslichten en pollers, die tijdens het spelen kunnen worden beïnvloed.

## Vervolg
Een officieel vervolg werd tijdens E3 2019 aangekondigd onder de naam Watch Dogs: Legion. Het spel zou oorspronkelijk uitgebracht worden op 6 maart 2020, maar door een beslissing bij Ubisoft is de game uitgesteld. Het spel is uitgekomen op 29 oktober 2020.